# 브뤼셀 공항
브뤼셀 공항(프랑스어: Aéroport de Bruxelles, 네덜란드어: Luchthaven Zaventem, 영어: Brussels Airport)은 벨기에 브뤼셀 근교인 플람스브라반트주 자벤템에 위치해 자벤템 공항(영어: Zaventem Airport)으로 불린다.

## 개요
이 공항은 제2차 세계대전 당시 독일 공군이 3개의 활주로를 처음 건설했다. 1948년 낡은 목재 건물을 철거하고 새로운 터미널 건물을 완공했다. 1986년에 화물 터미널이 완공되었고, 1994년 여객 터미널을 추가로 건설했다. 2005년 전 세계 항공승객 10만명을 대상으로 한 조사에서 유럽 최고의 공항으로 선정되었다. 또한 유럽 연합(EU)의 행정부인 유럽 집행 위원회(영어: European Commission) 본부가 이 곳에 위치해 있다.

## 운항 노선
| 항공사                   | 목적지 | 터미널 |
| ------------------------ | --- | ------ |
| 아드리아 항공            | 류블랴나 | A      |
| 에게 항공                | 아테네 계절편 : 코르푸, 헤라클리온, 로드 | A      |
| 에어링구스               | 코르크, 더블린 | B      |
| 아에로플로트             | 모스크바(셰레메티예보) | B      |
| 에어 알제리              | 알제 계절편: 오랑 | B      |
| 에어 아라비아 모로코     | 카사블랑카, 나도르, 탕하르 | B      |
| 에어캐나다               | 몬트리올(트뤼벨) | B      |
| 에어 유로파              | 마드리드(바라하스) | a      |
| 레지오날                 | 리옹, 보르도, 낭트 | A      |
| 에어 몰타                | 몰타 | A      |
| 전일본공수               | 도쿄(나리타) | A      |
| 에어 트랜젯              | 계절편: 몬트리올(트뤼벨) | B      |
| 에어발틱                 | 리가 | A      |
| 알리탈리아 항공          | 밀라노(리나테), 로마(레오나르도 다 빈치) | A      |
| 오스트리아 항공          | 빈 | A      |
| 벨에어                   | 티라나 | B      |
| 벨에어 유로파            | 프리슈티나 | B      |
| 블루 에어                | 바쿠우, 부쿠레슈티(헨리코안더) | B      |
| BMI 리저널               | 에든버러, 리즈(브래드포드), 노팅멈(이스트미들랜드) | B      |
| 영국항공                 | 런던(히스로) | B      |
| 선에어 오브 스칸디나비아 | 빌룬 | A      |
| 브뤼셀 항공              | 바르셀로나, 바젤(뮐루즈), 베를린, 빌바오, 볼로냐, 부다페스트, 무안, 코펜하겐, 제네바, 예테보리(란테보리), 함부르크, 서울(인천), 리스본, 리옹, 마드리드(바라하스), 말라가, 마르세유, 밀라노(리나테), 밀라노(말펜사), 니스, 오슬로(가르데르모엔), 파리(샤를 드골), 프라하, 로마(레오나르도 다 빈치), 스톡홀름(브로마), 토리노, 툴루즈, 베네치아, 빈, 빌니우스 계절편 : 카타니아, 파로, 피렌체, 라메지아테르메, 나폴리, 팔레르모, 포르투                                                        | A      |
| 브뤼셀 항공              | 아부장, 반줄, 부줌부라, 코나크리, 코토누, 두알라, 다카르, 에든버러, 엔테베, 프리타운(룽), 키갈리, 킨샤사, 로메, 런던(히드로), 루안다, 맨체스터, 몬로비아, 모스크바(도모데도보), 나이로비(조모케냐타), 뉴욕(JFK), 와가두구, 텔아비브(벤구리온), 워싱턴D.C., 야운데 계절편 : 아가디르, 마라케시 | B      |
| 플라이비                 | 버밍엄, 브리스틀, 함부르크, 하노버, 리옹, 맨체스터, 프라하, 스트라스부르, 툴루즈 | A      |
| 티롤리안 항공            | 버밍엄, 하노버, 토리노 | A      |
| 불가리아 항공            | 소피아 | B      |
| 크로아티아 항공          | 자그레브 | B      |
| 체코 항공                | 프라하 | A      |
| 델타 항공                | 애틀랜타, 뉴욕(JFK) | B      |
| 이지젯                   | 베를린, 리옹, 밀라노(말펜사), 니스, 툴루즈 | A      |
| 이지젯 스위스            | 바젤(뮐루즈), 제네바 | A      |
| 이집트 항공              | 카이로 | B      |
| EI AI                    | 텔아비브(벤구리온) | B      |
| 에스토니아 항공          | 탈린 | A      |
| 에티오피아 항공          | 아디스아바바 | B      |
| 에티하드 항공            | 아부다비 | B      |
| 핀에어                   | 헬싱키 | A      |
| 트랜스아비아닷컴         | 계절 전세편: 헤라클리온 | A      |
| 튀니스 에어              | 제르바, 엔티바, 모나슈티르, 튀니스 | B      |
| 터키항공                 | 앙카라, 에스키쉐히르, 이스탄불(아타튀르크) | B      |
| 우크라이나 국제항공      | 키이우(보리스필) | B      |
| 유나이티드 항공          | 시카고(오헤어), 뉴어크, 워싱턴D.C. | B      |
| US 에어웨이즈            | 필라델피아 | B      |
| 부엘링 항공              | 알리칸테, 바르셀로나, 말라가, 발렌시아 | A      |
| KLM 시티호퍼             | 암스테르담 | A      |
| LOT 폴란드 항공          | 바르샤바(쇼팽) | A      |
| 루프트한자               | 프랑크푸르트(암마인), 뮌헨 | A      |
| 루프트한자 시티라인      | 프랑크푸르트(암마인), 뮌헨 | A      |
| 메디니아 플라이          | 계절편 : 올비아 | A      |
| 중동 항공                | 베이루트 | B      |
| 노르빌 에어              | 계절 전세편: 제르바, 모나스티르 | B      |
| 페가수스 항공            | 이스탄불(사비하 괵첸) | B      |
| 카타르 항공              | 도하 | B      |
| 로얄 에어 모로코         | 카사블랑카, 나도르, 탕하르 계절편 : 알호세이마, 우지 | B      |
| 스칸디나비아 항공        | 코펜하겐, 오슬로(가르데르모엔), 스톡홀름(알란다) | A      |
| 스카이 항공              | 계절 전세편 : 안탈리아 | B      |
| 스위스 국제항공          | 취리히 | A      |
| 헬베티아 항공            | 취리히 | A      |
| 스위스 유럽 항공         | 취리히 | A      |
| TAP 포르투갈             | 리스본 | A      |
| 포르투갈리아             | 포르투 | A      |
| TAROM                    | 부쿠레슈티(헨리코안더) | B      |
| 타이 항공                | 방콕(수완나품) | B      |
| 토마스쿡 항공 벨기에     | 전세편 : 알리칸테, 알메리아, 아테네, 바르셀로나, 바스티아, 비아리츠, 부르가스, 칼리아리, 카타니아, 카니아, 키오스, 코르푸, 엔피다, 파로, 푸에르테벤투라, 푼샬, 지로나, 헤라클리온, 이비자, 헤레스데라프론티라, 코스, 산타크루스데라팔마, 라스팔마스데그랑카나리아, 레즈비언, 리스본, 말라가, 몰타, 미노르카, 미코노스, 나폴리, 니스, 올비아, 팔마데마요르카, 팔레르모, 로드, 리미니, 레우스, 산토리니, 테네리페, 베니스(마르코 폴로), 자퀸토스 계절 전세편: 레이캬비크(켸퓰라비크), 티바트   | A      |
| 토마스쿡 항공 벨기에     | 전세편 : 아가디르, 알랴나, 안탈리아, 보아비스타, 보드룸, 부르가스, 카이로, 달라만, 두브로브니크, 후르가다, 이즈미르, 라르니카, 룩소르, 마라, 마르사알람, 모나스티르, 우지, 파포스, 살, 샤름엘셰이크, 타바, 튀니스, 바르나 | B      |
| 플라이 조지아            | 트빌리시 | B      |
| 프리버드 항공            | 계절 전세편 : 안탈리아, 보드룸 | B      |
| 저먼윙스                 | 슈투트가르트 | A      |
| 하이난 항공              | 베이징(서우두) | B      |
| 이베리아 항공            | 마드리드(바라하스) | A      |
| 아이슬란드 항공          | 계절편: 레이캬비크(케플라비크) | A      |
| 야트 에어웨이즈          | 베오그라드 | B      |
| 제트에어플라이           | 알리칸테, 알메리아, 란사로테, 파로, 푸에르테벤투라, 푼샬, 라스팔마스데그랑카나리아, 말라가, 테네리페, 테살로니키, 툴롱 계절편 : 아작시오, 아테네, 바스티아, 브린디시, 부르가스, 카타니아, 카니아, 코르푸, 지로나, 헤라클리온, 이비자, 헤데스데라프론테라, 코스, 라나지마테르메, 루르드, 미노르크, 미코노스, 나폴리, 오호리드, 올비아, 팔레르모, 팔마데마요르카, 아작시오, 아테네, 바스티아, 브린디시, 부르가스, 폰타델가다, 포르토산토, 로드, 사모스, 산토리니, 스코페, 테살로니키, 자퀸토스 | A      |
| 제트에어플라이           | 아가디르, 아카바, 방콕(수완나품), 보아비스타, 카이로, 칸쿤, 카사블랑카, 제르바, 엔티비아, 페스, 후가르다, 이스탄불(아타튀르크, 사비하 괵첸), 라로마나, 라이베리아, 룩소르, 마르, 마라, 몸바사, 몬티, 우지, 푸껫, 프리슈티나, 푸에르토플라타, 푼타카나, 샐, 산토도밍고(라스아메리카), 샤름엘셰이크, 타바, 탕하르, 티라나, 튀니스, 바라델로, 바르나, 잔지바르 계절편 : 두브로브니크, 나도르, 라바트, 텔아비브(벤구리온), 바르나                                                                | B      |

### 화물 노선
| 항공사                          | 목적지                                                                                                 |
| ------------------------------- | --- |
| 에어로로직                      | 라이프치히(할레), 홍콩, 바레인                                                                         |
| 에어 알제리                     | 알제, 카사블랑카                                                                                       |
| 카고젯 항공                     | 쾰른(본), 헬리펙스, 해밀턴                                                                             |
| DHL 에어 UK                     | 라고스, 라이프치히(할레)                                                                               |
| 유로 에어 트랜스포트 라이프치히 | 부다페스트, 노팅엄(이스트미들랜드), 라이프치히(할레), 리스본, 런던(히드로), 밀라노(베르가모), 비토리아 |
| 스와트 에어                     | 브라티슬라바, 마드리드(바라하스)                                                                       |
| 에바 항공 카고                  | 델리, 프랑크푸르트, 타이페이(도원)                                                                     |
| 노르딕 글로벌 항공              | 헬싱키, 뉴욕(JFK), 시카고(오헤어), 홍콩                                                                |
| 대한항공 카고                   | 마이애미, 나보이, 뉴욕(JFK), 서울(인천), 빈, 사라고사                                                  |
| RAM 카고                        | 카사블랑카                                                                                             |
| 사우디아 카고                   | 담맘, 두바이(알막툼), 광저우, 휴스턴(인터콘티넨털), 제다, 뉴욕(JFK), 리야드, 빈                        |
| 싱가포르 항공 카고              | 암스테르담, 시카고(오헤어), 코펜하겐, 댈러스(포트워스), 로스앤젤레스, 뭄바이, 샤르자, 싱가포르         |
| ASL 항공 벨기에                 | 헬싱키                                                                                                 |

## 연계 교통

### 도로 교통
- 고속도로
- 자동차
- 버스
- 택시
- 렌터카

### 철도 교통
- 벨기에 철도 36C호선 노선으로 브뤼셀 국립공항역부터 자번템 분기까지 다니며 벨기에 철도 36N호선과 연계된다.

## 통계
| 순위 | 도시         | 승객(2011년 기준) | 항공사                                           |
| ---- | ------------ | ----------------- | ------------------------------------------------ |
| 1    | 마드리드     | 580,280           | 브뤼셀 항공, 이베리아 항공                       |
| 2    | 런던         | 517,519           | 브뤼셀 항공, 영국항공                            |
| 3    | 로마         | 514,507           | 브뤼셀 항공, 알리탈리아 항공                     |
| 4    | 제네바       | 514,158           | 브뤼셀 항공, 이지젯 스위스                       |
| 5    | 바르셀로나   | 508,726           | 브뤼셀 항공, 부엘링 항공, 토마스쿡 항공 벨기에   |
| 6    | 밀라노       | 469,198           | 브뤼셀 항공, 알리탈리아 항공                     |
| 7    | 프랑크푸르트 | 462,180           | 루프트한자                                       |
| 8    | 코펜하겐     | 437,424           | 브뤼셀 항공, 스칸디나비아 항공                   |
| 9    | 안탈리아     | 432,922           | 프리버드 항공, 스카이 항공, 토마스쿡 항공 벨기에 |
| 10   | 베를린       | 415,083           | 브뤼셀 항공, 이지젯                              |

| 순위 | 도시        | 승객(2011년 기준) | 항공사                                                 |
| ---- | ----------- | ----------------- | ------------------------------------------------------ |
| 1    | 뉴욕        | 306,231           | 델타 항공, 제트 에어웨이즈, 아메리칸 항공              |
| 2    | 뉴어크      | 275,427           | 유나이티드 항공, 제트 에어웨이즈                       |
| 3    | 카사블랑카  | 192,835           | 에어 아라비아 모로코, 제트에어플라이, 로얄 에어 모로코 |
| 4    | 시카고      | 189,997           | 유나이티드 항공, 아메리칸 항공                         |
| 5    | 텔아비브    | 169,098           | 브뤼셀 항공, El Al                                     |
| 6    | 워싱턴 D.C. | 152,754           | 유나이티드 항공                                        |
| 7    | 몬트리올    | 149,420           | 에어캐나다, 에어트랜젯                                 |
| 8    | 아부다비    | 148,916           | 에티하드 항공                                          |
| 9    | 토론토      | 136,630           | 제트 에어웨이즈                                        |
| 10   | 델리        | 130,601           | 제트 에어웨이즈                                        |
| 11   | 뭄바이      | 130,071           | 제트 에어웨이즈                                        |

## 사건 및 사고
- 2008년 5월 26일 브뤼셀 공항에서 바레인 국제공항을 향하던 칼리타 항공의 보잉 747-200F 비행기가 이륙 도중 활주로를 이탈해 비행기가 두 동강이 났으나 비행기에 타고 있던 승무원 5명은 모두 무사한 것으로 알려졌다.[7]
- 2016년 3월 22일 브뤼셀 공항에서 폭발사고가 발생하여 공항 인근 철도역에서 30여명이 사망하고, 200여명이 부상당한 것으로 추정되고 있다.

## 같이 보기
- 브뤼셀 남 샤를루아 공항